# راس محل الشرقية (المكلا)

تعديل مصدري - تعديل

راس محل الشرقية هي إحدى قرى عزلة المكلا بمديرية المكلا التابعة لمحافظة حضرموت، بلغ تعداد سكانها 173 نسمة حسب تعداد اليمن لعام 2004.